# Йошкар-Олинский район
Йошкар-Олинский район (Семёновский район) — упразднённая административно-территориальная единица в составе Марийской АО и Марийской АССР, существовавшая в 1932—1959 годах. Административный центр — город Йошкар-Ола; с 1946 года — село Семёновка.

## История
Йошкар-Олинский район образован в 1932 году в составе Марийской АО путём преобразования Йошкар-Олинского кантона. 5 декабря 1936 года Марийская АО была преобразована в Марийскую АССР.
На 1 января 1940 территория района составляла 3,8 тыс. км². Район включал 22 сельсовета:
| - Азановский - Арбянский - Б. Акашевский - Б. Чигашевский - Ежовский - Ельнягинский - Княжнинский - Коминский - Круто-Овражский - Кузнецовский - Кюшнурский | - Мало-Шоплакский - Медведевский - Михайловский - Нужъяльский - Ошургинский - Павловский - Русско-Кукмарский - Суслонгерский - Цибикнурский - Чка-Енгерский - Шклянурский |

6 декабря 1943 года 12 сельсоветов Йошкар-Олинского района были переданы в Медведевский район.
14 февраля 1946 года цент района был перенесён в село Семёновку, а сам район переименован в Семёновский район.
11 марта 1959 года Семёновский район был упразднён, а его территория разделена между Звениговским, Медведевским и Ронгинским районами..